# Henrik VI., kralj Engleske
Henrik VI. (Dvorac Windsor 6. prosinca 1421. – London Tower 21./22. svibnja 1471.), engleski kralj od 1422. – 1461. i od 1470. – 1471., te francuski kralj 1422. – 1453. godine.
Bio je jedini sin u braku engleskog kralja Henrika V. i kćeri francuskog kralja Karla VI. Katarine od Valoisa, a koji brak je sklopljen Sporazumom iz Troyesa (1420.) nakon vojnih uspjeha koje je postigao Henrik V. u Francuskoj. Istim sporazumom Henrik V., kralj Engleske i njegovi nasljednici postali su i nasljednici francuske krune. Kako je Henrik V. iznenada, u 35. godini, poginuo tijekom opsade francuskog Meauxa 31. kolovoza 1422. godine, na englesko prijestolje dolazi tada devetomjesečni Henrik. Dva mjeseca kasnije preminuo je i francuski kralj Karlo VI. pa su tada stupile na snagu odredbe sporazuma iz Troyesa kojim Henrik postaje i francuski kralj. Temeljem svih tih činjenica pred mladoga kralja postavljala su se visoka očekivanja.
Visoko englesko plemstvo bilo je sumnjičavo prema Henrikovoj dvadesetogodišnjoj majci Katarini od Valoisa te joj nije dopustilo da postane regentkinja. Parlament je na njihov poziv ustanovio regentsko vijeće od nekoliko Henrikovih rođaka koje je imalo ograničene ovlasti. Engleskim kraljem Henrik je okrunjen 1429., a dvije godine kasnije 1431. i francuskim kraljem.
Tijekom vladavine regentskog vijeća mnoga teritorijalna i vojna postignuća Henrika V. u Francuskoj izgubljena su. Pobunjeni Karlo VII. u Francuskoj je iskoristio pobjede Ivane Orleanske za svoju krunidbu 1429. godine u Reimsu kojom dobiva legitimitet kao kralj Francuske.
Pod utjecajem dijela visokog engleskog plemstva Henrik je 1445., računajući da će to spriječiti poraze u Francuskoj, oženio Margaretu Anžuvinsku, nećakinju Karla VII. pod nepovoljnim uvjetima za Englesku. Kako je Henrik po svojoj prirodi bio nesposoban vladar, Margareta je na njega imala velik utjecaj.
Od toga doba rat u Francuskoj krenuo je po Englesku u nepovoljnom smjeru pri čemu su se porazi na bojnom polju redali jedan za drugim pa je do 1453. godine u engleskom posjedu u Francuskoj ostao samo Calais. 
Na unutarnjem planu Henrikova vladavina dovela je, zbog njegove nesposobnosti, do sloma pravnog sustava i reda, do korupcije i teškog stanja državnih financija. Cjelokupna politička situacija i poraz u Francuskoj utjecali su da Henrik 1453. doživi potpuni duševni slom nakon kojega je jedno vrijeme bio potpuno nesvjestan svoje okoline. 
Pretendent na englesko prijestolje Edvard od Yorka iskoristio je Henrikovu nesposobnost i nepopularnost te se, započevši 1455. građanski rat koji je kasnije nazvan Ratovima dviju ruža, uz pomoć grofa od Warwicka godine 1461. proglasio kraljem, a Henrik i njegova supruga Margareta od Anjoua su pobjegli u sjevernu Englesku i Škotsku gdje se kriju sve do zarobljavanja kralja 1465 godine. Sljedećih 5 godina života Henrik VI. će provesti zatvoren u Londonskom Toweru dok mu žena i jedini sin bježe na područje Francuske.
Tijekom tog izbjeglištva Margareta je uspjela dobiti podršku tamošnjeg kralja Luja XI. koji joj pruža vojnu pomoć za povratak krune. Uz tu pomoć i dogovor s nekoliko plemića vojska Henrika VI. se iskrcala u Englesku i oslobodila svoga potpuno psihički nesposobnog kralja 3. listopada 1470. godine. Ta pobjeda je bila kratkoga daha pošto se Edvard IV. uz pomoć Burgundije iskrcao u Engleskoj tijekom ožujka 1471. godine. U dvije bitke koje slijede Henrikova vojska je potpuno potučena, a njegov sin Edvard se našao među ubijenima. Henrika potom pobjednik zatvara i pogubljuje u Londonu 21. svibnja 1471. godine
Od tada su svi kraljevi Engleske, kao svoju titulu, do 19. stoljeća zadržali i onu kralja Francuske, bez obzira na to što su izgubili i posljednji komadić željenog kraljevstva. Grad Calais bio je naseljen Englezima.

## Poveznice
- Popis francuskih vladara

| Prethodnik: | Kralj Francuske | Nasljednik: |
| Karlo VI.   | Kralj Francuske | Karlo VII.  |

| Prethodnik:               | Kralj Engleske | Nasljednik: |
| Henrik V., kralj Engleske | Kralj Engleske | Edvard IV.  |